# RBG (film)
Pour les articles homonymes, voir RBG (homonymie).
Pour plus de détails, voir Fiche technique et Distribution.
RBG est un documentaire américain réalisé et produit par Betsy West et Julie Cohen, qui retrace la vie et la carrière de Ruth Bader Ginsburg, juge assesseure à la Cour Suprême des États-Unis. Après avoir été présenté en avant-première au Festival du Film de Sundance en 2018, le film est sorti aux États-Unis le 4 mai 2018.

## Synopsis
RBG raconte la carrière de Ruth Bader Ginsburg, qui s'étend sur plusieurs décennies, et ses initiatives en faveur de certaines lois tout en devenant une icône de la pop culture. Le film retrace sa vie, de sa naissance à Brooklyn, New York, à son arrivée à l'université, sa carrière en tant que professeure de droit, sa nomination à la magistrature fédérale par le président Jimmy Carter, et sa nomination à la Cour Suprême par le président Bill Clinton.
Ruth Bader Ginsburg est née à Brooklyn dans une famille juive de première génération, par son père. Elle obtient un baccalauréat à l'Université de Cornell, où elle rencontre son mari, Martin Ginsburg. Ruth Bader Ginsburg s'inscrit à l'École de Droit de Harvard , et poursuit ses études à l'Université de Columbia , tandis que Martin Ginsburg commence une carrière d'avocat fiscaliste à New York. Après avoir été diplômée de Columbia, Ruth Bader Ginsburg devient professeure de droit à l'université Rutgers à l'École de Droit et de la Columbia Law School.
Ruth Bader Ginsburg gagne cinq procès sur six des affaires qu'elle défend concernant les discriminations liées au sexe devant la Cour suprême américaine. Elle plaide pour les hommes et les femmes face à la bipolarisation. Elle défend une femme salariée de l'US Air Force qui ne perçoit pas l'allocation logement parce qu'elle est une femme. Elle défend un père qui élève seul son fils, la mère étant morte en couche qui se voit refusé par la Sécurité Sociale, les prestations normalement versées pour les mères célibataires. Ruth Bader Ginsburg soutient ces cas dans les années 1960 et 1970, lorsque la discrimination entre les sexes était endémique dans la société américaine et les hommes de la Cour suprême étaient généralement sceptiques face à ces discriminations.
Après avoir été désignée par le président Jimmy Carter, Ruth Bader Ginsburg est confirmée à la Cour d'appel pour le circuit du District de Columbia, le 18 juin 1980. Son service à la cour d'appel prend fin le 9 août 1993. Elle prête serment en tant que juge de la Cour suprême des États-Unis, le 10 août 1993, devenant ainsi la deuxième femme à y être nommée. Après avoir répondu avec franchise à des questions au sujet de l'avortement et des discriminations lors des audiences de confirmation du Sénat, Ruth Bader Ginsburg est confirmée par un vote de 96 pour et 3 contre. Le score obtenu est étonnant compte-tenu de la politique partisane au milieu des années 1980.
Le film comprend des entrevues avec des icônes féministes comme Gloria Steinem et  Nina Totenberg, précurseure de Ruth Bader Ginsburg sur les droits des femmes. Le documentaire suit dans les détails les affaires portées devant la Cour suprême, comme la décision de 1996 qui a permis aux cadettes de s'inscrire à l'Institut Militaire de Virginie, institution militaire prestigieuse réservée aux hommes. Plusieurs femmes diplômées expliquent pourquoi la décision a été importante pour elles personnellement et pour les droits des femmes.
Le film raconte également le statut d'icône de la pop culture, en commençant par la publication de  R. B. G. : La Vie et l'époque de Ruth Bader Ginsburg, écrit par Shana Knizhnik et Irin Carmon. Celles-ci ont  également ouvert le compte Tumblr  Notorious R. B. G., qui a obtenu un énorme succès et a engendré la production et la vente de T-shirts et de tasses à café, avec l'effigie de Ruth Bader Ginsburg. Le pseudo est inspiré par le nom de l'artiste de rap Notorious B. I. G. ; Ruth Bader Ginsburg indique que le rappeur et elle ont beaucoup de points communs : ils sont tous deux nés à Brooklyn.
Le film met en contraste la vie de son mari Martin Ginsburg à la personnalité sociable. Les enfants Ginsburg témoignent que bien que leur mère soit une brillante avocate, elle ne sait pas cuisiner. Martin Ginsburg dit qu'il s'est abstenu de proposer son avis sur des questions juridiques à sa femme, et elle s'est abstenue de faire la cuisine.
Le film montre un côté ludique de Ruth Bader Ginsburg, jusqu'alors plutôt réservée. Elle s'engage dans un jovial bavardage avec un juge conservateur de la Cour, Antonin Scalia, tout en reconnaissant que l'une des rares choses qu'ils ont en commun est l'amour de l'opéra. Elle tient aussi un petit rôle dans un opéra peu de temps après l'élection de Donald Trump.
Plusieurs commentateurs critiquent les remarques désobligeantes que Ruth Bader Ginsburg fait à propos de Donald Trump pendant la campagne présidentielle. Ruth Bader Ginsburg s'est excusée pour ses remarques et le sénateur Orrin Hatch pense que la juriste est autorisée à faire des erreurs. Comme la Cour bascule vers une majorité conservatrice, Ruth Bader Ginsburg est en désaccord avec la majorité des avis. Ses positions deviennent plus tranchées.
Ayant survécu à un cancer du côlon dans les années quatre-vingt et à un cancer du pancréas, Ruth Bader Ginsburg travaille sans relâche et s'octroie seulement quelques heures de sommeil par nuit. Elle s'exerce également dans une salle de gym avec un entraîneur personnel. Lorsqu'on lui demande combien de temps elle a l'intention de rester à la Cour suprême, Ruth Bader Ginsburg répond qu'elle va rester aussi longtemps qu'elle est en mesure de traiter les cas soumis avec toutes ses capacités et son expérience dans la pratique du droit.

## Production
Julie Cohen et Betsy Ouest avaient toutes les deux déjà travaillé sur des projets de Ruth Bader Ginsburg. En 2015, elles décident de faire un documentaire uniquement sur elle. En 2016, les deux réalisatrices suivent Ruth Bader Ginsburg dans diverses réunions et des discours, y compris à Chicago et à Washington, DC, pour un total de 20 heures d'entretiens en  face-à-face en 2017.

## Réception

### Box-office
RBG sort le 4 mai 2018 aux États-Unis. Il est diffusé dans 34 cinémas au cours de la première semaine. Le film est ensuite diffusé par 179 cinémas dans sa deuxième semaine, finissant 10e au box-office. Lors de la troisième semaine, le film est présenté dans 375 cinémas et termine 12e. Pour la quatrième semaine, il est classé à la 10e place. Il est l'un des plus grands succès du cinéma indépendant de 2018.
RBG sort le 10 octobre 2018 en France.

### Critiques
A. O. Scott de The New York Times a écrit : « Le film a un ton léger, mais il est impossible de ne pas reconnaître sa gravité ou sa passion. Ces qualités résonnent avec force dans les dissidences que peut émettre Ruth Bader Ginsburg et RBG est, avant tout, un hommage à sa voix ». Dans son étude pour Le Hollywood Reporter, Leslie Felperin a écrit, « il y a quelque chose de profondément apaisant, un documentaire qui, comme son sujet, la juge Ruth Bader Ginsburg à la cour suprême, est éminemment sobre, courtois, très intelligent, scrupuleux et juste un peu terne ».
Le film est globalement acclamé par la presse française. La Croix évoque « un documentaire captivant ». Le Nouvel Obs y voit « l'image d'une femme partie de zéro, passée par Harvard et Columbia, qui n'a jamais eu peur de rien. ».